# Sint-Filippus en Jacobuskerk (Moerbeke)
De Sint-Filippus en Jacobuskerk (ook: Sint-Philippus en Jacobuskerk) is een parochiekerk in het Belgische deel van Koewacht, in de gemeente Moerbeke, gelegen aan Kerkstraat 15.

## Geschiedenis
In 1687 heeft men de kapel te Kruisstraat afgebroken en naar Koewacht overgebracht, waar ze op de plaats van het toenmalige Fort Masereels weer werd opgebouwd. In 1713 werd de kapel gesloopt en op de plaats daarvan werd een nieuwe kerk gebouwd die in 1714 werd ingewijd. Het was een zaalkerk met toren. 
In 1850 werd de kerk vergroot. 
In 1914 werd het, ten gevolge van de Eerste Wereldoorlog, voor de Nederlandse gelovigen onmogelijk deze kerk nog langer te bezoeken, daar de Belgisch-Nederlandse grens versperd was. Aan de Nederlandse zijde verrees in 1916 een noodkerk en in 1921 werd een eigen kerk ingewijd, eveneens een Sint-Filippus en Jacobuskerk.
Gezien de ligging van Koewacht op de grens van de gemeenten Moerbeke en Stekene is er een verdeelsleutel vastgelegd waarbij Stekene twee derden van de exploitatiekosten vergoedt.
De kerk is in 2019 aan de eredienst onttrokken. Delen van het interieur zoals de doopvont en het altaar met relikwie zijn naar de gelijknamige kerk in het Nederlandse deel van Koewacht overgebracht.
Sindsdien gebruikt de gemeente Moerbeke de kerk als opslagplaats, in afwachting van een herbestemming.

## Gebouw
Het schip en de voorgebouwde toren zijn van 1713-1714. De verlenging van het schip met een hoger gedeelte is van 1850. De vierkante toren heeft drie geledingen. Links van het portaal bevindt zich een gevelsteen met chronogram, met de tekst: BiDt hIer tot BYstanD Van aLLe ChrIstene zIeLkens Des VageVIers (1671).

## Interieur
De hoofd- en zijaltaren zijn van het eerste kwart van de 18e eeuw in barokstijl. Uit dezelfde tijd zijn een biechtstoel en een deel van de communiebank. Het doopvont is van 1767 en verder is er een 18e-eeuwse calvariegroep.